# Viña Lapostolle
Viña Lapostolle es una compañía chilena de vinos, fundada por Alexandra Marnier-Lapostolle y Cyril de Bournet en 1994. Alexandra Marnier-Lapostolle es bisnieta de Jean-Baptiste Lapostolle, fundador temprano de la conocida más tarde como compañía francesa de coñac Grand Marnier. Los enólogos de Viña Lapostolle son: Andrea León, Jacques Begarie y Michel Rolland. Contaba a 2021 con 370 hectáreas de vid cultivadas, ubicadas en los valles de Colchagua, Casablanca y Cachapoal, que producían en torno a 200.000 cajones anuales, que se distribuían en 60 países.

## Historia
Fue fundada en 1994 por la familia Marnier Lapostolle de Francia y la familia Rabat de Chile, a través de Alexandra Marnier Lapostolle, Cyril de Bournet (su esposo) y el chileno José Rabat Gorchs. La familia Marnier Lapostolle es la creadora y propietaria del licor Grand Marnier.
En sus comienzos la familia Marnier estaba decidida a incursionar en Argentina, Mendoza, pero dada las complicadas condiciones de producción y trabas aduaneras impuestas a los productores de vino, decidió trasladarse al Valle de Colchagua sexta región, a 150 kilómetros de Santiago.

## Viñas
Casa Lapostolle tiene sus principales plantaciones en el Valle de Colchagua, extendiéndose posteriormente a otros sitios, como el Valle de Cachapoal, el Valle de Casablanca, e incluso a Cauquenes e Itata, donde se adhieren a la asociación de viñadores de Carignan, Vigno. De su producción exporta el 95% a más de 60 países como Estados Unidos, Inglaterra, Canadá, Francia, Suiza, Japón.

## Premios y reconocimientos
Internacionales:
- 100 puntos, para el Lapostolle Clos Apalta blend cosecha de 2014, según el ranking realizado por el crítico internacional James Suckling:[3]
  - 48% Carmenère, 31% Cabernet Sauvignon y 21% Merlot.[4]
- 100 puntos, para el Lapostolle Clos Apalta blend cosecha de 2015, según el ranking realizado por el crítico internacional James Suckling:[3]
  - 46% Carmenère, 30% Cabernet Sauvignon, 19% Merlot y 5% Cabernet Franc.[5]
- 100 puntos, para el Lapostolle Clos Apalta blend cosecha de 2017, según el ranking realizado por el crítico internacional James Suckling:[3]
  - 48% Carmenère, 26% Cabernet Sauvignon, 25% Merlot y 1% Petit Verdot.[6]
- 6º mejor viñedo del mundo en 2019, para Lapostolle Clos Apalta, según William Reed Business Media.[7]